# Ekinox
Pour les articles ayant des titres homophones, voir Équinoxe.
Ekinox est une salle de sport et de spectacle, située au sud-est de Bourg-en-Bresse.
C'est la salle de la JL Bourg, club de basket-ball évoluant en Betclic Élite.
Ce fut le premier complexe sportif au monde à disposer du LED Philips ArenaVision, un système d’éclairage innovant.

## Caractéristiques

### Éléments remarquables
Ekinox comprend :
- 6 vestiaires de 14 à 60m² avec douche
- 6 loges de 15 à 20m² avec douches et toilettes
- 1 loge collective de 77 m² avec douches et toilettes
- 4 espaces collectifs (espace mixte, salle de presse, chambre d’appel…) de 20 à 36 m²
- Vidéo : 16 écrans + cube central suspendu + bandeau circulaire
- Grill technique sur toute la salle capable de supporter 40 tonnes
- Un bureau de production de 21 m²
- Une scène Stacco de 480 m², hauteur de 1,20 à 2 m
- Rideaux de scène (boîte noire) et Crash barrières
- Une infirmerie, une cuisine, salle repas et salon VIP suspendu

### Caractéristiques techniques
- Surface totale : 8 000 m²
- Surface utile hors gradins : 1 800 m²
- Longueur du bas hors gradins : 54 m
- Largeur hors gradins : 34 m
- Hauteur sous plafond : 14 m
- Revêtement au sol/mural : Béton lisse / Rouge et Noir
- Electricité : Puissance à la demande
- Comprend système de chauffage et climatisation
- Connexion Wifi disponible
- Eclairage : Console ADB Liberty 240 instruments. 6 projecteurs Robe MMX / 2 projecteurs ADB Warp Daylight motorisés / 50 projecteurs à LED Philips Arenavision
- Sonorisation : Système de diffusion Line Array Adamson / Console numérique Yamaha CL1 / 2 micros HF Sennheiser / 3 lecteurs CD / 3 ear-monitor Shure
- Services annexes : 1 régie son-lumière-vidéo / 1 espace VIP de 225 m² avec large baie vitrée surplombant la salle et cuisine / 1 espace traiteur avec chambre froide et plonge / 1 boutique pour votre merchandising / 4 buvettes équipées

## Événements

### Basket-ball

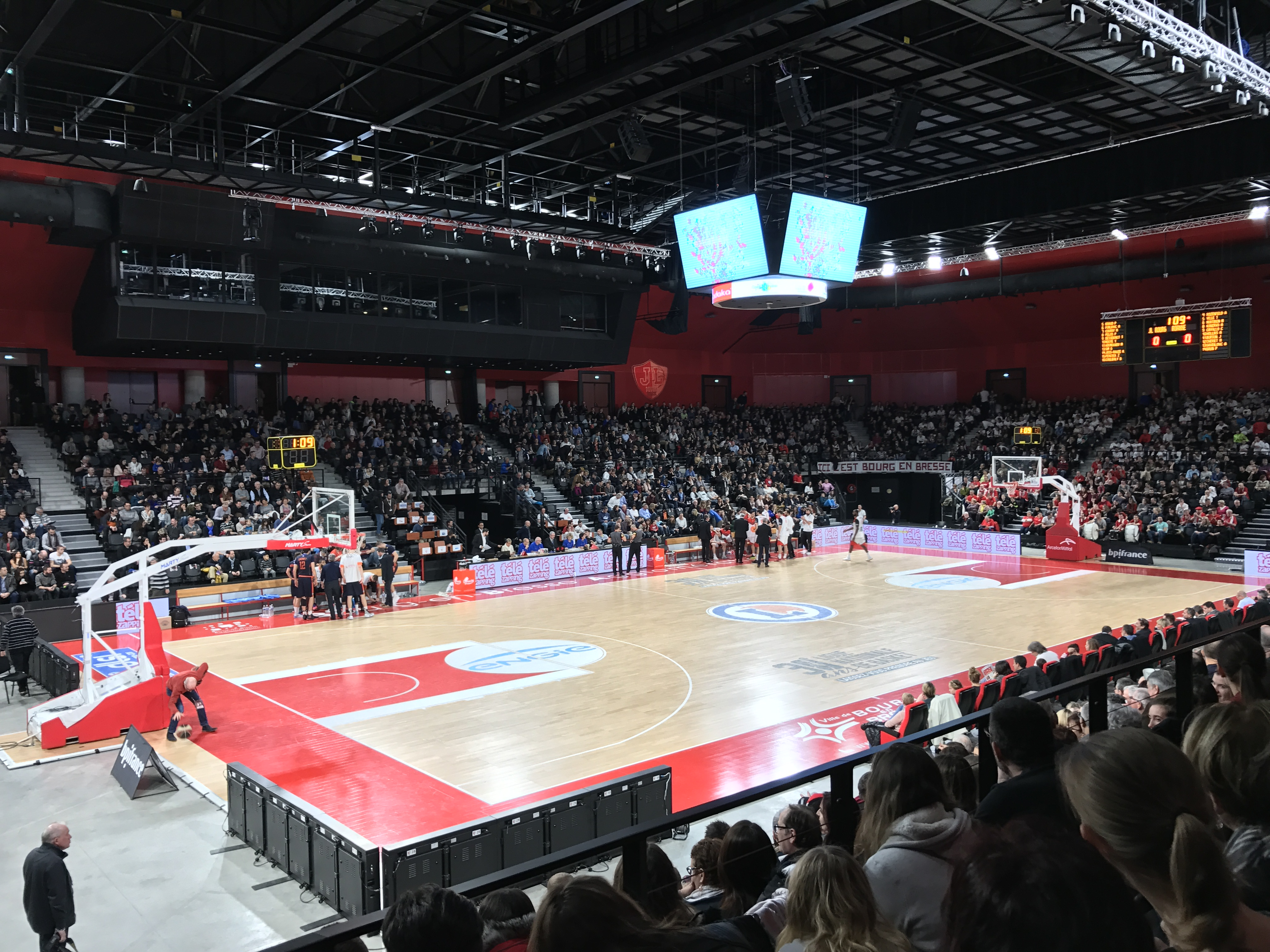
JL Bourg contre la Chorale de Roanne en Pro B.

La salle accueille depuis janvier 2014 les matches à domicile de la JL Bourg, club de Pro A, qui évoluait autrefois à la salle des sports Amédée Mercier.

### Spectacles et concerts
La salle accueille également de nombreux spectacles et concerts. Pour ces événements, le nombre de places peut varier de 3 340 en configuration tout assis, à 5 110 en configuration assis et debout.

## Accès
Ekinox est facilement accessible par voiture car elle se situe au bord de la D1075, qui relie Bourg-en-Bresse à Ambérieu-en-Bugey et Grenoble. De plus de grands parkings se trouvent sur le site et permettent d'accueillir l'ensemble du public lors d’événements à forte affluence, il compte en effet plus de 2000 places.
Une station de vélos en libre-service du réseau Rubis'Vélo, nommée Ekinox-Ainterexepo, est située à proximité immédiate d'Ekinox.
La salle est aussi desservie par les lignes 2 et 6 du Réseau Rubis de bus qui irrigue Bourg-en-Bresse et son agglomération.